# 噶那巴

Kanha Pa

噶那巴（梵文：Kānhapā），亦名克里希那加利亞（Krishnacharya，「黑行者」之意）、那波巴（Naporpa），印度大乘密宗人士，八十四成就者之一。他的生活年代與郭拉洽相近，在許多故事中他們都有碰面甚至鬥法的紀錄，噶那巴與上師匝蘭達拉在藏傳佛教與納達瑜珈傳承都是知名的成就者，噶那巴也是知名的班智達，擁有諸多弟子。薩迦派以其勝樂金剛傳規為近年常許授的灌頂，那波巴的喜金剛傳承亦流傳到薩迦派。

## 簡介
噶那巴在民間故事中做為納達的對手而知名，因此較少人崇拜，但是在西藏金剛乘以及孟加拉霎哈嘉瑜珈體系則受到高度敬仰，某些地方的傳說智慧優於郭拉洽。噶那巴據信是多部密續的作者，也與金剛乘中薩迦派與噶瑪派的喜金剛傳承有密切關連。
在金剛乘八十四成就者的故事中，噶那巴尊者是德瓦巴拉國王所建寺院裡的一位具足僧，他從上師匝蘭達拉處得到喜金剛的灌頂和教授，並精進修持了十二年，見到了喜金剛本尊，卻被空行母告知尚未了悟究竟。然而噶那巴被神通迷惑，產生我慢，於是帶著弟子準備到斯里蘭卡救度眾生，卻因神通消失跌入海中。
上師匝蘭達拉此時現身，指示噶那巴前往找尋他的織工弟子，並依他指示做一切事。然而噶那巴自重身分，不完全服從織工，不願意服食泥丸，也不願意長留而離開。後來在班朵科拉城城郊，顯露神通與巫女鬥法，雖法力較強，但畏懼流言，不敢破殺戒，犯遭對方反擊，後令空行母到南方尋藥，空行母卻在歸途遭巫女所騙放棄索取之藥，以致無救。最後上師匝蘭達拉，以「斷頭金剛亥母」的成就法遷識幫助噶那巴前往空行淨土。